# Marc Germain
Marc Germain   (Saint-Nizier-du-Moucherotte, 23 de novembre de 1976) és un antic pilot d'enduro francès que va obtenir dues victòries per equips al Trofeu dels Sis Dies Internacionals (ISDE) amb la selecció francesa i deu campionats de França.

## Palmarès
- 2 Victòries al Trofeu dels ISDE (2001, 2009)
- 10 vegades Campió de França d'enduro:
  - 5 vegades Campió de 125cc 2T (2000-2004)
  - 5 vegades Campió d'E1 (2005-2009)
- 5 Victòries a la Trèfle lozérien (2005-2006, 2008-2010)
- 6 Victòries a la Grappe de Cyrano (2005-2008, 2010-2011)